# 象は静かに座っている
『象は静かに座っている』（ぞうはしずかにすわっている、原題：大象席地而坐）は、2018年の中国映画。
中国の寂れた田舎町で鬱屈した日々を送る年齢のバラバラな4人の男女が、2300km離れた動物園にいるという一日中ただ座り続けている象の噂に希望を見出し、その象を見るために旅立とうとする姿を描く。
監督のフー・ボーはこれが長編デビュー作だったが、作品完成直後に29歳で自殺し、遺作ともなった。フー・ボー監督の自殺後に公開された本作は、第68回ベルリン国際映画祭で国際批評家連盟賞と最優秀新人監督賞スペシャルメンションを、第55回金馬奨で最優秀作品賞を受賞した。

## ストーリー
中国北部のとある寂れた地方都市。両親と不仲で、友人をかばったはずみで不良を階段から突き落としてしまった男子高校生ウェイ・ブー。その女友達で、荒れ放題の家でシングルマザーの母との関係が冷え切り、男性教師と関係を持つことで自らの居場所を見出そうとする女子高生ファン・リン。ウェイ・ブーの知り合いで、娘夫婦に老人ホームに入るよう言われ、散歩に出た先では愛犬を他の飼い犬に噛み殺されてしまった老人ワン・ジン。親友の妻と寝て、それを知った親友が目の前で自殺してしまった、不良の兄であるチンピラのボスのユー・チェン。出口のない世界の閉塞感の中で絶望の果てにいる4人は、はるか2300km離れた満州里にいるという、1日中ただ座っている象の話を知り、やがて各々そこに向かおうと動き出す……。

## キャスト
- ウェイ・ブー（韦布）：ポン・ユーチャン
- ファン・リン（黄玲）：ワン・ユーウェン
- ユー・チェン（于城）：チャン・ユー
- ワン・ジン（王金）：リー・ツォンシー

## スタッフ
- 監督・脚本・編集：フー・ボー
- 製作総指揮：ワン・シャオシュアイ
- 製作：リュウ・シュワン
- 撮影：ファン・チャオ
- 美術：シェ・リージャ
- 音楽：ホァ・ルン
- 録音：バイ・ルイチョウ
- サウンドデザイン：ロウ・クン